# طارد
الطَّارد أو الحارس ويُسمَّى البَوَّاب هو نوع من حُرّاس الأمن يعملون في أماكن مثل الحانات و النوادي الليلية ونوادي التعري والكازينوات والفنادق وقاعات البليارد والمطاعم والأحداث الرياضية والمدارس والحفلات الموسيقية ودور السِّنَمة. تتمثل واجبات الطَّارد في توفير الأمن والتحقق من سن الرشد وسن الشرب ورفض دخول الأشخاص المخمورين والتعامل مع السلوك العدواني أو العصيان مع القواعد القانونية أو قواعد التأسيس.